# Робот (Доктор Кто)
Робот (англ. Robot) — первая серия двенадцатого сезона британского научно-фантастического телесериала «Доктор Кто», состоящая из четырех эпизодов, которые были показаны в период с 28 декабря 1974 по 18 января 1975 года.

## Сюжет
После своей третьей регенерации Доктор начинает бредить и вскоре падает без сознания перед Сарой Джейн и Бригадиром. Оставив его под присмотром лейтенанта Гарри Салливана, они уходят. Вскоре Доктор, очнувшись, обманывает Гарри и пытается ускользнуть, но Сара и Бригадир уговаривают его помочь в поиске украденных секретных чертежей дезинтегратора. На месте преступления Доктор находит раздавленный в пыль цветок и большой след. ЮНИТ ставит охрану у хранилищ, где находятся части дезинтегратора, но вор делает подкоп и все равно крадет их.
Тем временем Сара обследует Национальный Институт Продвинутых Научных Исследований, также известный как «Мозговой» Институт. Оказывается, что в этом институте разрабатывается робот К1 для выполнения заданий в местах, недоступных человеку. Его изобрёл профессор Кеттлуэлл, который покинул институт ради исследований альтернативных источников энергии. Но тот утверждает, что потребовал разобрать робота, и уверяет, что ни директор Уинтерс, ни её помощник Джеллико, ни кто-либо другой в институте не способны перепрограммировать робота без ошибок, а если потребовать у него нарушения инструкций, то он может сойти с ума. Сара проникается симпатией к роботу. Позже робот приходит к профессору и пытается его убить, но прибывают Доктор, Сара и ЮНИТ, и он сбегает.
По приказу Уинтерс робот убивает министра Чемберса как «врага человечества» и крадет его бумаги с кодами для запуска ядерных ракет. Вскоре оказывается, что практически все сотрудники института состоят в Научном Обществе Реформаторов, считающем, что они способны на лучшие решения, чем нынешние правительства. Сара уговаривает Кеттлуэлла пойти на встречу общества и проникает туда сама, а к зданию прибывает отряд ЮНИТ.
На встрече оказывается, что операцию задумал сам Кеттуэлл, сам переделавший робота. Сару обнаруживают, и в здание врывается ЮНИТ, но Уинтерс, Джеллико, Кеттуэлл и К1 сбегают, взяв Сару в заложники. Гарри видит, что вся компания зашла в бункер, и сообщает об этом, но его ловят.
Уинтерс отправляет требования правительствам стран и приказывает Кеттуэллу готовиться к отправке кодов. Профессор, не ожидавший этого, сопротивляется. Сара и Гарри пытаются сбежать с помощью профессора, и Уинтерс приказывает роботу убить пару, но тот, уже изрядно повредив свою программу, убивает Кеттуэлла и выключается. Тут же прибывает Доктор и отключает отсчет. ЮНИТ уводят Уинтерс и Джеллико, но вскоре К1 реактивируется и начинает атаку на ЮНИТ, одновременно защищая Сару Джейн. Он поглощает выстрел из дезинтегратора и растет до гигантских размеров. Доктор в лаборатории синтезирует металлический вирус и обливает им робота, который тут же уменьшается и исчезает.
Сара опечалена потерей К1, и Доктор предлагает ей и Гарри прокатиться на ТАРДИС. Будка исчезает как раз в тот момент, когда заходит Бригадир с приглашением на праздничный обед в Букингемском дворце.

## Трансляции и отзывы
| Эпизод            | Дата показа     | Продолжительность | Телезрители (в миллионах) |
| ----------------- | --------------- | ----------------- | ------------------------- |
| «Часть 1»         | 28 декабря 1974 | 24:11             | 10,8                      |
| «Часть 2»         | 4 января 1975   | 25:00             | 10,7                      |
| «Часть 3»         | 11 января 1975  | 24:29             | 10,1                      |
| «Часть 4»         | 18 января 1975  | 24:29             | 9,0                       |
| [ 1 ] [ 2 ] [ 3 ] |                 |                   |                           |